# ゲオルク・アルブレヒト・フォン・ブランデンブルク＝クルムバッハ
ゲオルク・アルブレヒト・フォン・ブランデンブルク（Georg Albrecht von Brandenburg-Kulmbach、1619年3月20日 - 1666年9月22日）は、 ホーエンツォレルン家の一族で新しい分流であるクルムバッハ系（クルムバッハ＝バイロイト家系の傍流）の創始者。彼の孫のうち2人がバイロイト侯領の領主となったが、彼自身は領主として統治することはなかった。

## 生涯
ゲオルク・アルブレヒトは、ブランデンブルク＝バイロイト辺境伯クリスティアンとその妻マリー・フォン・プロイセンの次男。兄で嗣子のエルトマン・アウグストは、父に先立って1651年に亡くなった。しかし、この時には既にエルトマン・アウグストの子クリスティアン・エルンストが1644年に生まれており、ゲオルク・アルブレヒトが後継者とはならなかった。1655年にクリスティアンが亡くなるとクリスティアン・エルンストがバイロイト侯領の領主となり、ゲオルク・アルブレヒトは傍流の王子のまま1666年に亡くなった。息子のクリスティアン・ハインリヒも同様に1708年に死去。
しかし、クリスティアン・エルンストの息子ゲオルク・ヴィルヘルムが1726年に男系後継者を遺さずに亡くなると、クリスティアン・ハインリヒの長男でゲオルク・アルブレヒトの年長の孫に当たるゲオルク・フリードリヒ・カールがバイロイト侯領の領主となった。更にゲオルク・フリードリヒ・カールの息子フリードリヒも男系後継者のないまま亡くなると、フリードリヒの叔父でゲオルク・アルブレヒトにとっては年少の孫にあたるフリードリヒ・クリスティアンがバイロイト侯領の領主となった。
ゲオルク・アルブレヒトが創設したフランケン系ホーエンツォレルン家の傍流をヴェーファーリンガー系とも呼ぶが、これは息子クリスティアン・ハインリヒがシェーンベルク協約に基づき、ヴェーファーリンゲン城を居城としたことに因んだ呼び名である。

## 家族
1651年、シュレースヴィヒ＝ホルシュタイン＝ゾンダーブルク＝グリュックスブルク公フィリップの娘マリア・エリーザベトと結婚、3人の子を儲けた。
- エルトマン・フィリップ（1659年 - 1678年）
- クリスティアン・ハインリヒ（1661年 - 1708年）
- カール・アウグスト（1663年 - 1731年）

1665年、マリア・ゾフィー・フォン・ゾルムス＝バールトと再婚、1子を儲けた。
- ゲオルク・アルブレヒト（1666年 - 1703年）